# Académie des inscriptions et belles-lettres

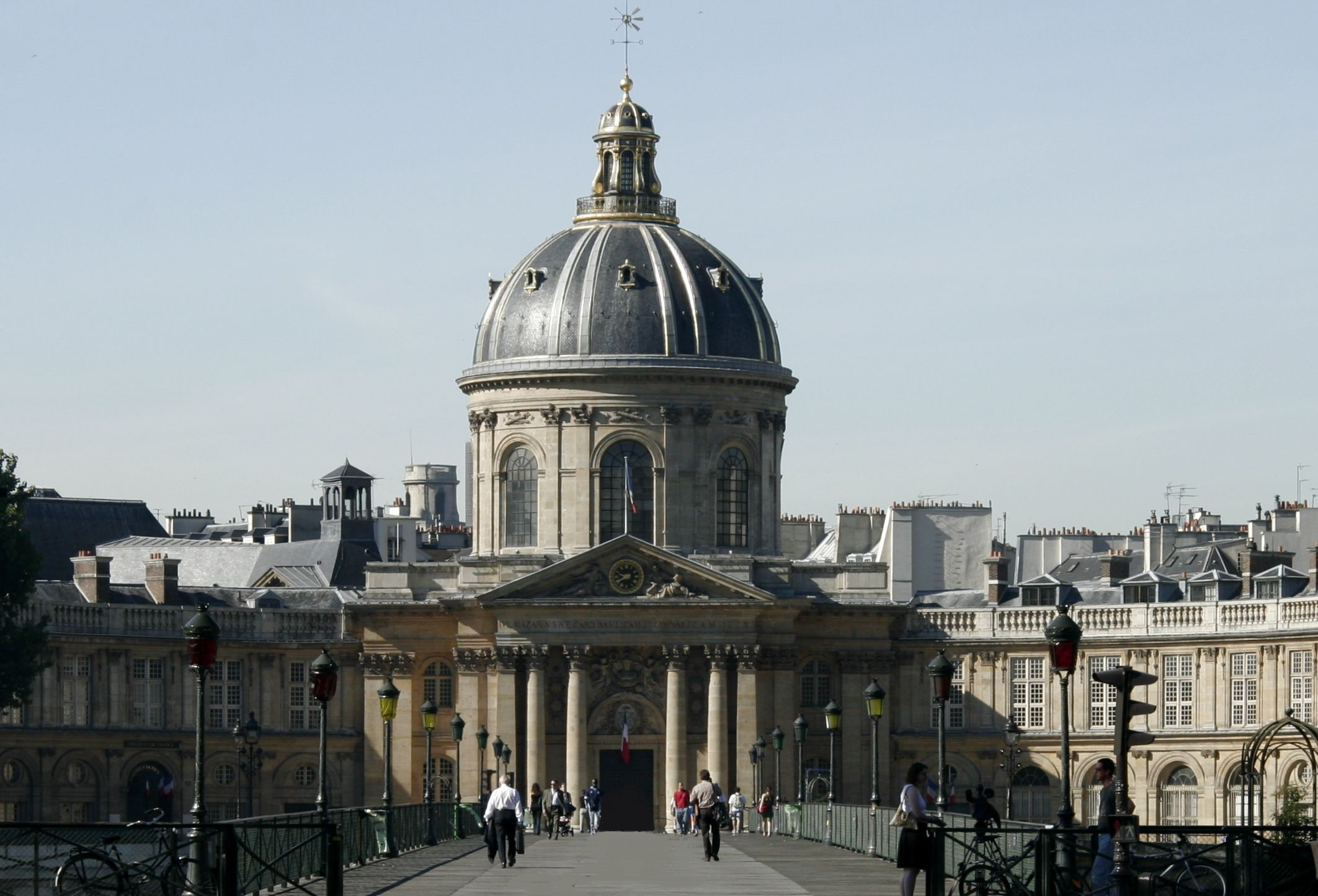
Institut de France v Paříži, sídlo Académie des inscriptions et belles-lettres

Académie des inscriptions et belles-lettres (česky Akademie písemností a krásné literatury) byla založena v roce 1663 jako jedna z pěti akademií spadajících pod francouzský Institut de France.

## Historie
Akademii založili v roce 1663 čtyři humanisté, "učenci, kteří byli nejvíce zběhlí ve znalostech historie a starověku": Jean Chapelain, Francoise Charpentier, Jacques Cassagn, Amable de Bourzeys a Charles Perrault. Podle jiného zdroje to byli François Charpentier a M. Douvrier. Iniciátorem byl ministr financí krále Ludvíka XIV. Jean-Baptiste Colbert. Původní jméno instituce bylo "Académie royale des Inscriptions et Médailles" (Královská akademie nápisů a medailí) a jejím posláním bylo vyhledávat a překládat latinské nápisy, které budou vyryty na veřejných památkách a medailích vydávaných na oslavu událostí během panování Ludvíka XIV. Pod Colbertovým vedením dostala Académie mnoho dalších úkolů, například určovat, jaké umění je hodno vyzdobit královský palác ve Versailles.
V roce 1683 ministr François-Michel le Tellier, markýz de Louvois, rozhodl o zvýšení počtu členů na osm. V roce 1701 byl počet členů zvýšen na čtyřicet a akademie byla reorganizována pod vedením ministra královského domu hraběte Pontchartraina. Členové akademie se dvakrát týdně setkávali v Louvru, také jim začal být vyplácen významný důchod a akademie se stala oficiální státní institucí s královský dekretem. V lednu 1716 byla trvale přejmenována na "Académie des inscriptions et belles-lettres" s cílem zvýšení prestiže francouzské monarchie pomocí fyzických symbolů odkrytých nebo obnovených metodami klasického studia.
Akademie vytvořila katalog medailí vytvořených na počest Ludvíka XIV., "Médailles sur les événements du règne de Louis le Grand, avec des explications historique", (Medaile vydané k významným událostem panování Ludvíka Velikého, s historickými vysvětlivkami), katalog byl poprvé publikován v roce 1702. Druhé vydání katalogu bylo v roce 1723, osm let po Ludvíkově smrti. Každá strana katalogu obsahovala rytinu líce a rubu jedné medaile s rozsáhlým popisem události, ke které byla medaile vydána. Ve druhém vydání byly přidány medaile k událostem před rokem 1700, které nebyly zahrnuty do prvního vydání. V některých případech bylo vyobrazení medailí změněno, byly vylepšeny. Katalogy lze tedy považovat spíše za umělecké úsilí zlepšit obraz krále než za přesný historický záznam.

## Úloha akademie
Podle zakládací listiny má Académie za úkol především studium památníků, dokumentů, jazyků a kultury civilizací starověku, středověku a klasického období, stejně jako kulturu mimoevropských civilizací.
V současné době má Académie 55 francouzských členů, 40 zahraničních členů, 50 francouzských členů korespondentů a 50 zahraničních členů korespondentů. Místa jsou rozdělena rovnoměrně mezi orientalisty, zabývajícími se Asií a islámským světem od starověku a učenci zabývajícími se světem antiky, tedy studiem historie Řecka, Říma a Galie, včetně archeologie, numismatiky, filosofie a historie. Čtvrtou skupinou vědců jsou lingvisté, historikové práva, náboženství, vědy a vědci studující prehistorii.
Cenu "Prix Volney" uděluje Institut de France na základě návrhu Akademie.

### Poznámka
1. ↑  Cenu založil Constantin Volney v roce 1803 a původně se jednalo o zlatou medaili v hodnotě 1 200 franků.V tomto článku byl použit překlad textu z článku Prix Volney na anglické Wikipedii.